# Kanton Mont-sous-Vaudrey
Der Kanton Mont-sous-Vaudrey ist ein französischer Wahlkreis im Département Jura in der Region Bourgogne-Franche-Comté. Er umfasst 39 Gemeinden im Dole. Bei der landesweiten Neuordnung der französischen Kantone wurde er 2015 neu geschaffen mit Mont-sous-Vaudrey als Hauptort (frz.: bureau centralisateur).

## Gemeinden
Der Kanton besteht aus 39 Gemeinden mit insgesamt 16.781 Einwohnern (Stand: 1. Januar 2022) auf einer Gesamtfläche von 407,65 km²:
| Gemeinde                 | Einwohner 1. Januar 2022 | Fläche km² | Dichte Einw./km² | Code INSEE | Postleitzahl |
| ------------------------ | ------------------------ | ---------- | ---------------- | ---------- | ------------ |
| Augerans                 | 186                      | 8,05       | 23               | 39026      | 39380        |
| Bans                     | 181                      | 3,92       | 46               | 39037      | 39380        |
| Belmont                  | 255                      | 16,06      | 16               | 39048      | 39380        |
| Chamblay                 | 423                      | 13,82      | 31               | 39093      | 39380        |
| Champagne-sur-Loue       | 121                      | 3,77       | 32               | 39095      | 39600        |
| Chatelay                 | 100                      | 13,07      | 8                | 39117      | 39380        |
| Chissey-sur-Loue         | 322                      | 38,56      | 8                | 39149      | 39380        |
| Courtefontaine           | 260                      | 13,64      | 19               | 39172      | 39700        |
| Cramans                  | 517                      | 8,13       | 64               | 39176      | 39600        |
| Dampierre                | 1.316                    | 9,48       | 139              | 39190      | 39700        |
| Écleux                   | 217                      | 6,20       | 35               | 39206      | 39600        |
| Étrepigney               | 432                      | 15,60      | 28               | 39218      | 39700        |
| Évans                    | 658                      | 9,87       | 67               | 39219      | 39700        |
| Fraisans                 | 1.170                    | 16,90      | 69               | 39235      | 39700        |
| Germigney                | 77                       | 5,44       | 14               | 39249      | 39380        |
| Grange-de-Vaivre         | 45                       | 1,74       | 26               | 39259      | 39600        |
| La Barre                 | 247                      | 3,31       | 75               | 39039      | 39700        |
| La Bretenière            | 215                      | 1,63       | 132              | 39076      | 39700        |
| La Loye                  | 537                      | 19,56      | 27               | 39305      | 39380        |
| La Vieille-Loye          | 395                      | 9,19       | 43               | 39559      | 39380        |
| Montbarrey               | 306                      | 9,70       | 32               | 39350      | 39380        |
| Monteplain               | 148                      | 1,68       | 88               | 39352      | 39700        |
| Mont-sous-Vaudrey        | 1.302                    | 14,86      | 88               | 39365      | 39380        |
| Mouchard                 | 1.094                    | 6,18       | 177              | 39370      | 39330        |
| Nevy-lès-Dole            | 290                      | 7,01       | 41               | 39387      | 39380        |
| Orchamps                 | 1.048                    | 9,92       | 106              | 39396      | 39700        |
| Ounans                   | 330                      | 12,19      | 27               | 39399      | 39380        |
| Our                      | 148                      | 13,86      | 11               | 39400      | 39700        |
| Pagnoz                   | 217                      | 3,29       | 66               | 39403      | 39330        |
| Plumont                  | 105                      | 12,10      | 9                | 39430      | 39700        |
| Port-Lesney              | 539                      | 10,91      | 49               | 39439      | 39330, 39600 |
| Ranchot                  | 507                      | 6,91       | 73               | 39451      | 39700        |
| Rans                     | 529                      | 6,14       | 86               | 39452      | 39700        |
| Salans                   | 654                      | 6,88       | 95               | 39498      | 39700        |
| Santans                  | 275                      | 16,52      | 17               | 39502      | 39380        |
| Souvans                  | 519                      | 19,66      | 26               | 39520      | 39380        |
| Vaudrey                  | 351                      | 17,87      | 20               | 39546      | 39380        |
| Villeneuve-d’Aval        | 96                       | 3,99       | 24               | 39565      | 39600        |
| Villers-Farlay           | 649                      | 10,04      | 65               | 39569      | 39600        |
| Kanton Mont-sous-Vaudrey | 16.781                   | 407,65     | 41               | 3910       | –            |

## Veränderungen im Gemeindebestand seit der landesweiten Neuordnung der Kantone
2019: Fusion Dampierre und Le Petit-Mercey (Kanton Authume) → Dampierre

## Politik
| Vertreter im Departementrat | Vertreter im Departementrat       | Vertreter im Departementrat |
| Amtszeit                    | Namen                             | Partei                      |
| --------------------------- | --------------------------------- | --------------------------- |
| 2015–                       | Natacha Bourgeois Gérôme Fassenet | UD                          |